# Marc Octavi (tribú)
Marc Octavi (en llatí Marcus Octavius) va ser un magistrat romà de finals del segle ii aC i inicis segle i aC. Era probablement fill de Cnaeus Octavius, cònsol l'any 128 aC. Formava part de la gens Octàvia, una família romana d'origen plebeu.
Va ser tribú de la plebs en data incerta i va fer aprovar una llei, la Llei Octàvia, per augmentar el preu del blat que es venia al poble. S'oposava a la Lex frumentaria de Gai Grac, que havia fet minvar en excés l'erari públic. Ciceró atribueix l'aprovació de la Llei Octàvia a l'eloqüència de Marc Octavi, tot i que afegeix que no era un orador pròpiament dit.